# Formación y evolución de las galaxias

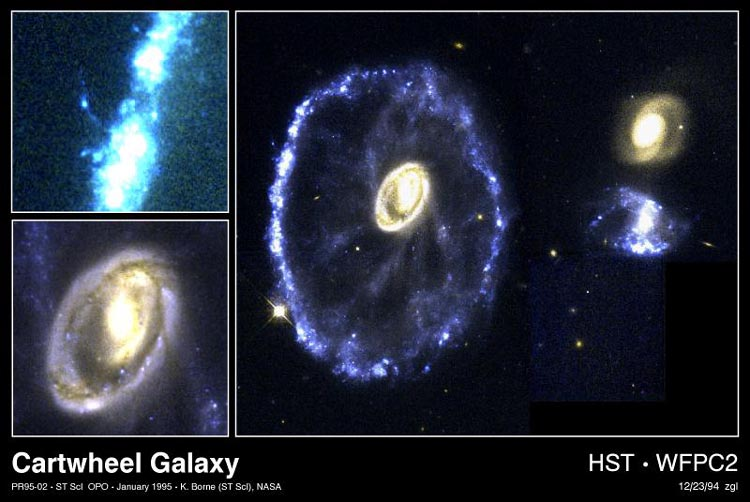
Colisión frontal entre dos galaxias vista desde el telescopio espacial Hubble de la NASA de la galaxia Lenticular.

La formación de galaxias es una de las áreas de investigación más activas de la astrofísica, y en cierto sentido, esto también se aplica a la evolución de las galaxias. Sin embargo, hay algunas ideas que ya están ampliamente aceptadas.
Actualmente, se piensa que la formación de galaxias procede directamente de las teorías de formación de estructuras, formadas como resultado de las débiles fluctuaciones cuánticas en el despertar del Big Bang. Las simulaciones de N-cuerpos también han podido predecir los tipos de estructuras, las morfologías y la distribución de galaxias que observamos hoy en nuestro Universo actual y, examinando las galaxias distantes, en el Universo primigenio....

## Preguntas fundamentales
En astrofísica, las preguntas sobre la formación y evolución de las galaxias son acerca de :
- ¿cómo se ha generado un universo tan heterogéneo a partir de un universo homogéneo?
- ¿cómo se formaron las galaxias?
- ¿cómo cambian las galaxias con el tiempo?

Después del Big Bang, el universo tuvo un periodo en el que fue muy homogéneo. Tal como se observa en la radiación de fondo de microondas, las fluctuaciones son menores que una parte en cien mil.
La teoría más aceptada es que las estructuras que observamos hoy en día se formaron como consecuencia del crecimiento de fluctuaciones primordiales debido a la inestabilidad gravitacional. Las fluctuaciones primogenias causaron que los gases fueran atraídos hacia áreas de material más denso, jerárquicamente se formaron los supercúmulos, las agrupaciones galácticas, las galaxias, los cúmulos estelares y las estrellas. Una consecuencia de este modelo es que la localización de las galaxias indican áreas de alta densidad del universo primigenio. Así, la distribución de las galaxias está íntimamente relacionada con la física del Universo primigenio
Datos recientes aportan evidencias de que las primeras galaxias se formaron mucho más temprano de los que los astrónomos preveían, tan solo 400 millones de años después del Big Bang(esta fecha está basada en la distancia observada de GN z11 13400 millones de años luz). Esto deja poco tiempo para que las pequeñas inestabilidades primordiales crezcan lo suficiente para que las protogalaxias formen galaxias. 
Buena parte de los esfuerzos de investigación están centrados en los componentes de nuestra propia Vía Láctea, ya que es la galaxia más fácil de observar.
Las observaciones que necesitan explicación, o al menos ser compatibles, en una teoría de la evolución galáctica son:
- el disco estelar es muy fino, denso y rota;
- el halo estelar es grande, disperso y no rota (o incluso tiene una pequeña retrogradación), sin subestructura aparente;
- las estrellas del halo son por lo general mucho más viejas y tienen una menor metalicidad que los discos estelares (aquí se observa una correlación, pero no hay una conexión directa entre estos datos).
- algunos astrónomos han identificado una población intermedia de estrellas, llamadas "población II intermedia". Si ésta es una población distinta, entonces se describirían como de baja metalicidad (pero no tan pobres como las estrellas del halo), viejas (pero no tan viejas como las estrellas del halo) y orbitan muy cerca del disco;
- los cúmulos globulares son en general viejos y de baja metalicidad, pero hay algunos que no tienen tan baja metalicidad como la mayoría, y/o que tienen estrellas más jóvenes. Algunas estrellas en los cúmulos globulares parecen ser tan viejas como el propio universo (utilizando métodos y análisis totalmente diferentes);
- en cada cúmulo globular, todas las estrellas nacen aproximadamente al mismo tiempo (excepto en algunos pocos cúmulos globulares que muestran múltiples épocas de formación estelar);
- los cúmulos globulares de órbitas más cortas (más cercanas al centro galáctico) tienen órbitas de baja inclinación con respecto al disco y menos excéntricas; mientras que los que tienen órbitas más alejadas orbitan en cualquier inclinación y con órbitas más excéntricas;
- las nubes de alta velocidad, nubes de hidrógeno neutro "llueven" en la galaxia, y presumiblemente lo han hecho desde el comienzo (estas serían la fuente de gas del disco, de la que se han formado las estrellas del disco).

El 11 de julio de 2007, utilizando el telescopio de 10 metros Keck II en Mauna Kea, Richard Ellis del Instituto Tecnológico de California en Pasadena y su equipo encontraron seis galaxias con formación estelar a unos 13 200 millones de años luz y, por tanto, creadas cuando el universo solo tenía 500 millones de años.

## Galaxias espirales

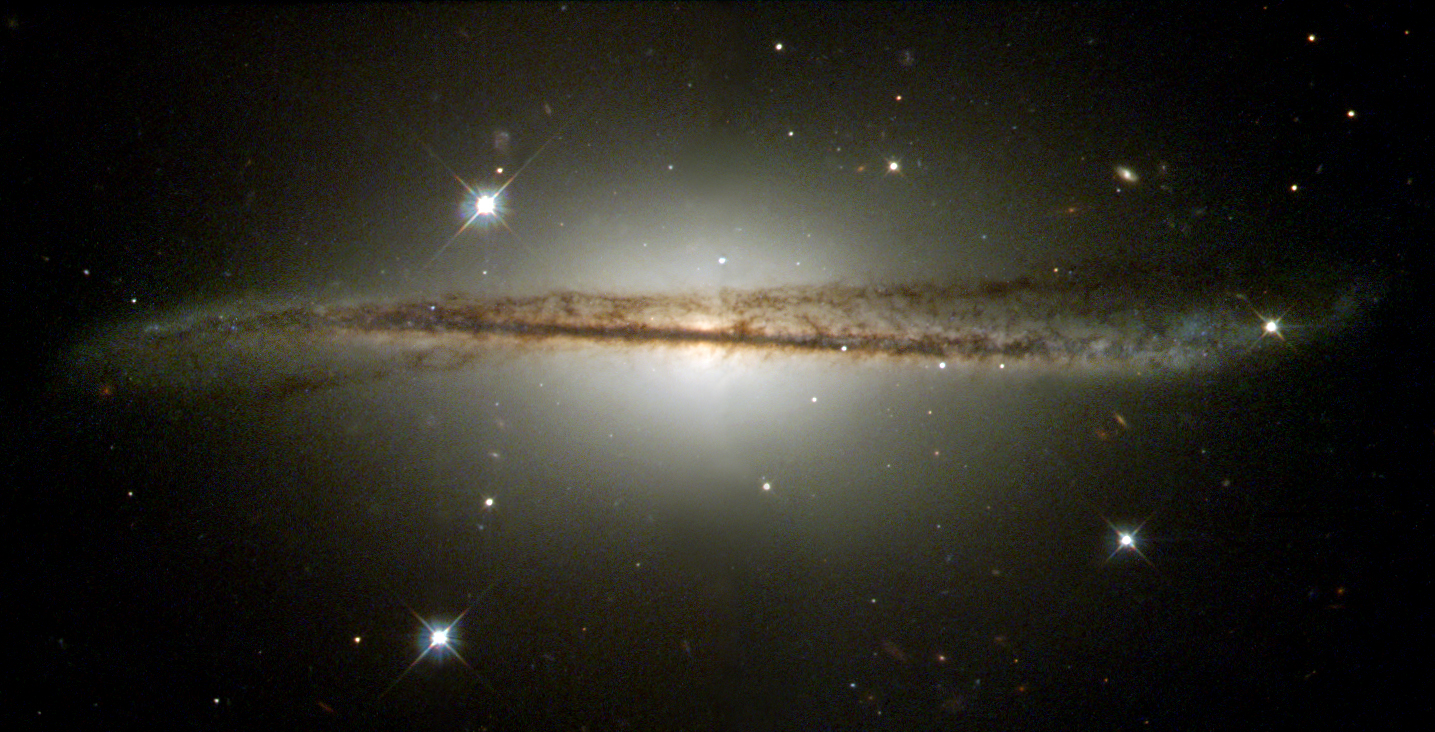
Una galaxia espiral con el disco alabeado como resultado de la colisión con otra galaxia. Después de que la otra galaxia sea completamente absorbida, la distorsión desaparecerá. El proceso típicamente dura millones si no miles de millones de años.

La galaxia del Sombrero es una galaxia espiral de la constelación de Virgo.

La primera teoría moderna de la formación de nuestra galaxia (conocida por los astrónomos como ELS, las iniciales de los autores del artículo, Olin Eggen, Donald Lynden-Bell y Allan Sandage) describe un colapso monolítico simple (relativamente) rápido, primero formándose el halo, seguido del disco. Otra teoría publicada en 1978 (conocida como SZ por sus autores, Leonard Searle y Robert Zinn) describe un proceso más gradual, primero con el colapso de pequeñas unidades que se combinan para formar componentes mayores. Una idea más reciente es que una porción significativa del halo estelar podría provenir de los restos estelares de galaxias enanas destruidas y cúmulos globulares que orbitaron alguna vez la Vía Láctea. El halo entonces sería un componente "nuevo" hecho de partes "recicladas".
En los últimos años, se ha puesto mucha atención en la comprensión de los eventos de fusión entre galaxias dentro de la evolución galáctica. Los rápidos progresos tecnológicos en computación han permitido simulaciones de galaxias mucho mejores y las mejoras en las tecnologías observacionales han proporcionado muchos más datos sobre galaxias distantes experimentando eventos de fusión. Después del descubrimiento en 1994 de que nuestra propia Vía Láctea tiene una galaxia satélite (la Galaxia Enana Elíptica de Sagitario o SagDEG) que está actualmente siendo disgregada y "comida" por la Vía Láctea, se piensa que este tipo de eventos pueden ser muy comunes en la evolución de las galaxias grandes. Las Nubes de Magallanes son galaxias satélite de la Vía Láctea que casi seguramente compartirán el mismo destino que el SagDEG. La idea de una galaxia absorbedora con un gran número de galaxias satélite podría explicar por qué la galaxia M31 (la galaxia de Andrómeda) parece tener un núcleo doble.  
La SagDEG está orbitando nuestra galaxia formando prácticamente un ángulo recto con el disco. Actualmente está pasando a través del disco, las estrellas están disgregándose de ella con cada paso y uniéndose al halo de nuestra galaxia. Finalmente, solo quedará el corazón de la SagDEG. Aunque tendrá la misma masa que un gran cúmulo globular como Omega Centauri o G1, pero parecerá diferente, ya que presentará una baja densidad superficial debida a la presencia de una cantidad substancial de materia oscura, mientras que los cúmulos globulares parece, misteriosamente, que contienen muy poca materia oscura.
Más ejemplos de galaxias satélite enanas que están en proceso de absorción con la Vía Láctea son la Galaxia Enana del Can Mayor, descubierta en 2003 y considerada como responsable del anillo de Monoceros y la Corriente Estelar de Virgo, descubierta en 2005.

## Galaxias elípticas
Las galaxias elípticas gigantes probablemente se formaron por fusiones a una escala mayor. En el Grupo Local, la Vía Láctea y M31 (la galaxia de Andrómeda) están gravitacionalmente ligadas y actualmente se aproximan la una a la otra a gran velocidad. Como es muy difícil determinar la velocidad perpendicular de M31 respecto a nosotros, no sabemos a ciencia cierta si colisionará con la Vía Láctea. Si las dos galaxias se encuentran, pasarán una a través de la otra y la gravedad deformará ambas galaxias severamente expulsando gas, polvo y estrellas al espacio intergaláctico. Viajarán por separado, disminuyendo la velocidad y entonces serán arrastradas la una hacia la otra y colisionarán otra vez. Finalmente, ambas galaxias se habrán combinado completamente y las corrientes de gas y polvo estarán volando a través del espacio cerca de la recientemente formada galaxia elíptica gigante. Además, a partir del gas expulsado en la combinación, se pueden formar nuevos cúmulos globulares e incluso nuevas galaxias enanas que se conviertan en parte del halo de la elíptica. Los cúmulos globulares de la Vía Láctea y de M31 también formarán parte del halo. Los cúmulos globulares están tan ligados gravitacionalmente que son enormemente inmunes a las interacciones galácticas a gran escala. Si alguien está alrededor para observar la combinación, será un suceso lento pero magnífico. Se podrá ver una M31 distorsionada que se extiende espectacularmente por todo el cielo. De hecho, M31 ya está distorsionada: los bordes están combados. Esto es probablemente debido a interacciones con sus propias galaxias compañeras, así como por posibles fusiones con galaxias enanas esferoidales en el pasado reciente - los restos de los cuales siguen visibles en las poblaciones de disco.
En nuestra época, las grandes concentraciones de galaxias (agrupaciones galácticas y supercúmulos) se siguen ensamblando. Este cuadro ascendente es conocido como formación jerárquica de estructuras (similar al cuadro SZ de la formación de galaxias pero en una escala mayor).
Aunque conocemos una gran cantidad de información de nuestra galaxia y de otras, las preguntas más fundamentales sobre la formación y la evolución continúan siendo contestadas solo de manera tentativa.

## Enfriamiento de galaxias

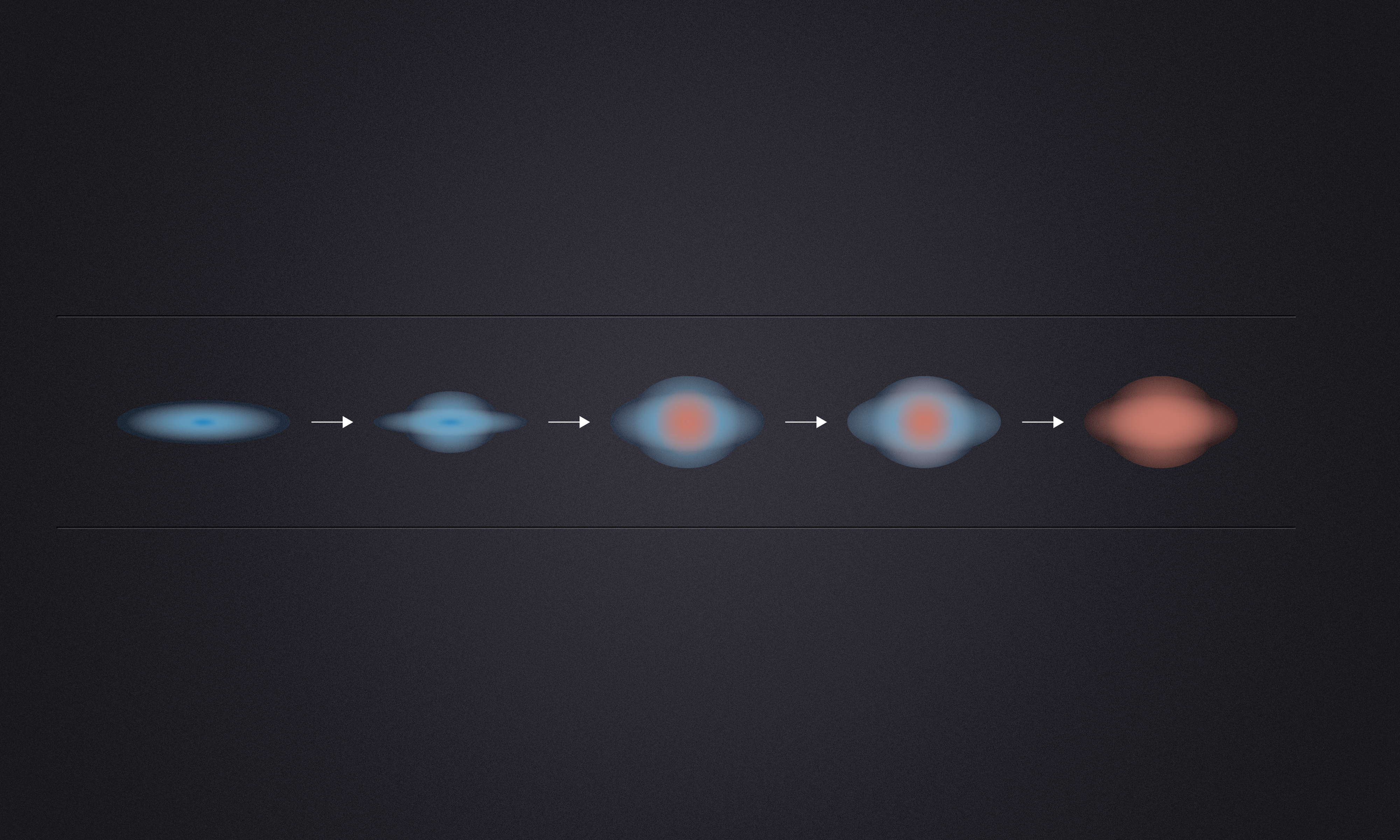
La formación de estrellas en lo que ahora son galaxias "muertas" chisporroteó hace miles de millones de años.

Una observación que debe ser explicada por una teoría exitosa de la evolución de las galaxias es la existencia de dos poblaciones diferentes de galaxias en el diagrama color-magnitud de las galaxias. La mayoría de las galaxias tienden a caer en dos lugares separados en este diagrama: una "secuencia roja" y una "nube azul". Las galaxias de secuencia roja son generalmente galaxias elípticas que no forman estrellas y tienen poco gas y polvo, mientras que las galaxias de nubes azules tienden a ser galaxias espirales polvorientas que forman estrellas.
Como se describió en las secciones anteriores, las galaxias tienden a evolucionar desde una estructura espiral a una elíptica a través de fusiones. Sin embargo, la tasa actual de fusiones de galaxias no explica cómo todas las galaxias se mueven de la "nube azul" a la "secuencia roja". Tampoco explica cómo cesa la formación estelar en las galaxias. Por lo tanto, las teorías de la evolución de las galaxias deben ser capaces de explicar cómo se apaga la formación estelar en las galaxias. Este fenómeno se llama "apagado" de galaxias.
Las estrellas se forman a partir de gas frío (véase también la ley de Kennicutt-Schmidt), por lo que una galaxia se apaga cuando no tiene más gas frío. Sin embargo, se cree que el enfriamiento ocurre relativamente rápido (dentro de mil millones de años), que es mucho más corto que el tiempo que le tomaría a una galaxia simplemente agotar su reserva de gas frío. Los modelos de evolución de galaxias explican esto mediante la hipótesis de otros mecanismos físicos que eliminan o cierran el suministro de gas frío en una galaxia. Estos mecanismos se pueden clasificar en términos generales en dos categorías: (1) mecanismos de retroalimentación preventivos que evitan que el gas frío ingrese a una galaxia o que dejen de producir estrellas, y (2) mecanismos de retroalimentación de eyección que eliminan el gas para que no pueda formar estrellas.
Un mecanismo preventivo teórico llamado "estrangulación" evita que el gas frío ingrese a la galaxia. La estrangulación es probablemente el mecanismo principal para apagar la formación de estrellas en las galaxias cercanas de baja masa. Aún se desconoce la explicación física exacta del estrangulamiento, pero puede tener que ver con las interacciones de una galaxia con otras galaxias. Cuando una galaxia cae en un cúmulo de galaxias, las interacciones gravitatorias con otras galaxias pueden estrangularla al evitar que acumule más gas. Para las galaxias con halos masivos de materia oscura, otro mecanismo preventivo llamado "calentamiento virial de ondas de choque" también puede evitar que el gas se enfríe lo suficiente como para formar estrellas.
Los procesos de eyección, que expulsan gas frío de las galaxias, pueden explicar cómo se extinguen las galaxias más masivas. Un mecanismo de eyección es causado por agujeros negros supermasivos que se encuentran en los centros de las galaxias. Las simulaciones han demostrado que el gas que se acumula en los agujeros negros supermasivos en los centros galácticos produce chorros de alta energía; la energía liberada puede expulsar suficiente gas frío para sofocar la formación estelar.
Nuestra propia Vía Láctea y la cercana Galaxia de Andrómeda actualmente parecen estar pasando por una transición apagada de galaxias azules formadoras de estrellas a galaxias rojas pasivas.